# Pascal Bollini
Pour les articles homonymes, voir Bollini.
Pascal Bollini est un footballeur français né le 15 février 1966 à Jarny. 
Ce joueur a évolué comme attaquant principalement au Stade de Reims. Il avait commencé sa carrière professionnelle au CS Sedan-Ardennes.

## Carrière de joueur
- 1985-1987 : CS Sedan-Ardennes (D2)
- 1987-1991 : Stade de Reims (D2)
- 1991-1992 : Stade de Reims (D3)
- 1992-1994 : Chamois niortais FC (D2)[1]

## Palmarès
- Vainqueur de la Coupe de la Ligue 1991

## Sources
- Col., Football 89, L'Équipe, 1988. cf. page 55